# Louis Majorelle

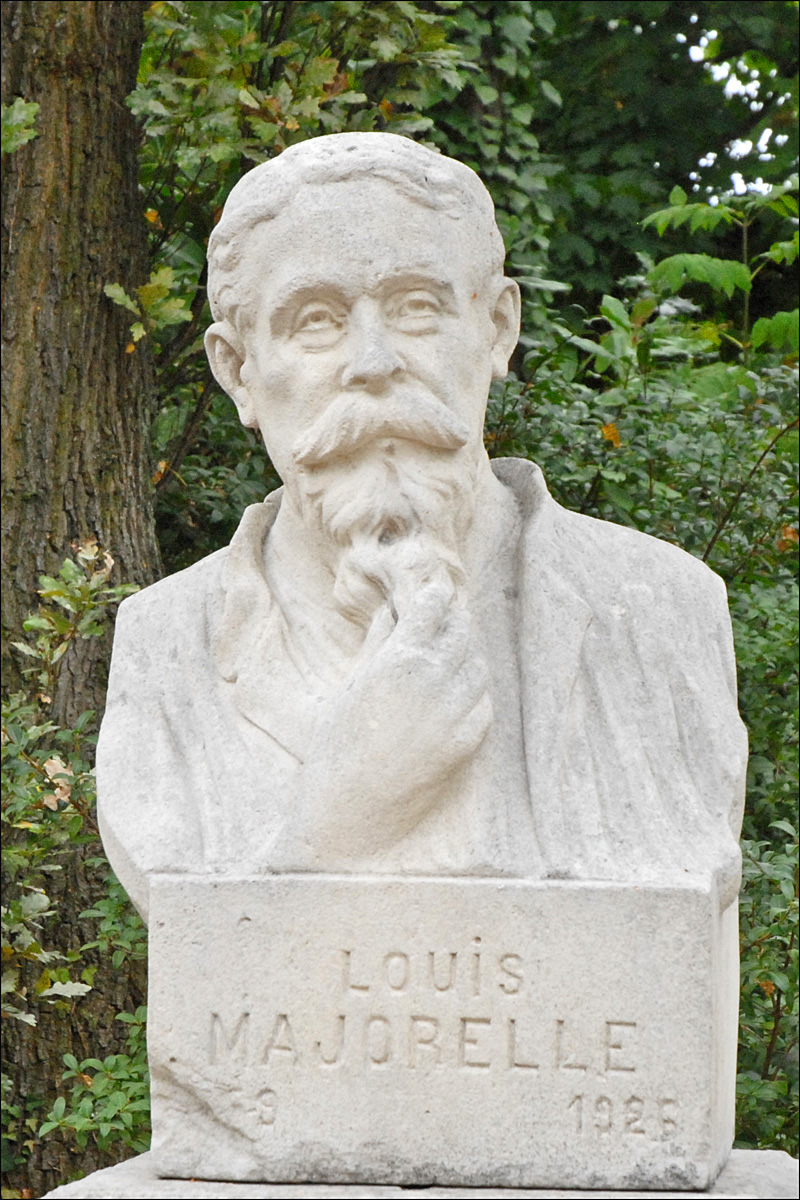
Standbeeld van Louis Majorelle bij het Musée de l'École de Nancy

Louis Majorelle (Toul, 26 september 1859 – Nancy, 15 januari 1926) was een Frans meubelontwerper. Hij werkte in de stijl van de art nouveau en was medeoprichter van de École de Nancy.

## Jeugd
Louis Majorelle werd in 1859 geboren als zoon van een fabrikant van meubelen en keramiek. Hij volgde les aan de École des beaux-arts de Nancy. In 1877 werd hij toegelaten tot het atelier van schilder en beeldhouwer Aimé Millet aan de École des Beaux-Arts de Paris. Bij de dood van zijn vader in 1879 brak hij echter zijn studies af om samen met zijn broer Jules het familiebedrijf te gaan leiden. Terwijl Jules vooral de zakelijke aspecten behartigde, stond Louis in voor de meubelontwerpen. Op 7 april 1885 huwde Louis Majorelle met Marie Léonie Jane Kretz, met wie hij één kind kreeg. Deze zoon, Jacques Majorelle, werd kunstschilder in de trant van het oriëntalisme en ontwierp de Majorelletuin bij zijn atelier in Marrakesh.

## Majorelle en de art nouveau
In de jaren tachtig van de negentiende eeuw maakte het bedrijf Majorelle kopieën van oude stijlmeubelen. Vanaf 1894 echter kwam Louis Majorelle, onder invloed van Emile Gallé (1846-1904), in het vaarwater van de art nouveau. Hij nam aanvankelijk de overdadige aanwezigheid van natuurelementen van Gallé over, en dit zowel in de vormen als in de marqueterie. Rond 1900 startte Majorelle ook een eigen smederij. Naast het aangepaste beslag voor zijn meubelen werden er ook balustrades, lampen en ander smeedwerk vervaardigd. Zijn stijl evolueerde naar een meer uitgepuurde golvende lijn. Vanaf 1905 ontwikkelde hij naast zijn dure luxemeubelen ook een goedkopere massaproductie en kende zijn bedrijf een groot commercieel succes. Na de Eerste Wereldoorlog kwam de art deco in zwang en Louis Majorelle moest zich daaraan aanpassen. Het is echter duidelijk dat zijn grootste belang in zijn bijdrage aan de art nouveau ligt.

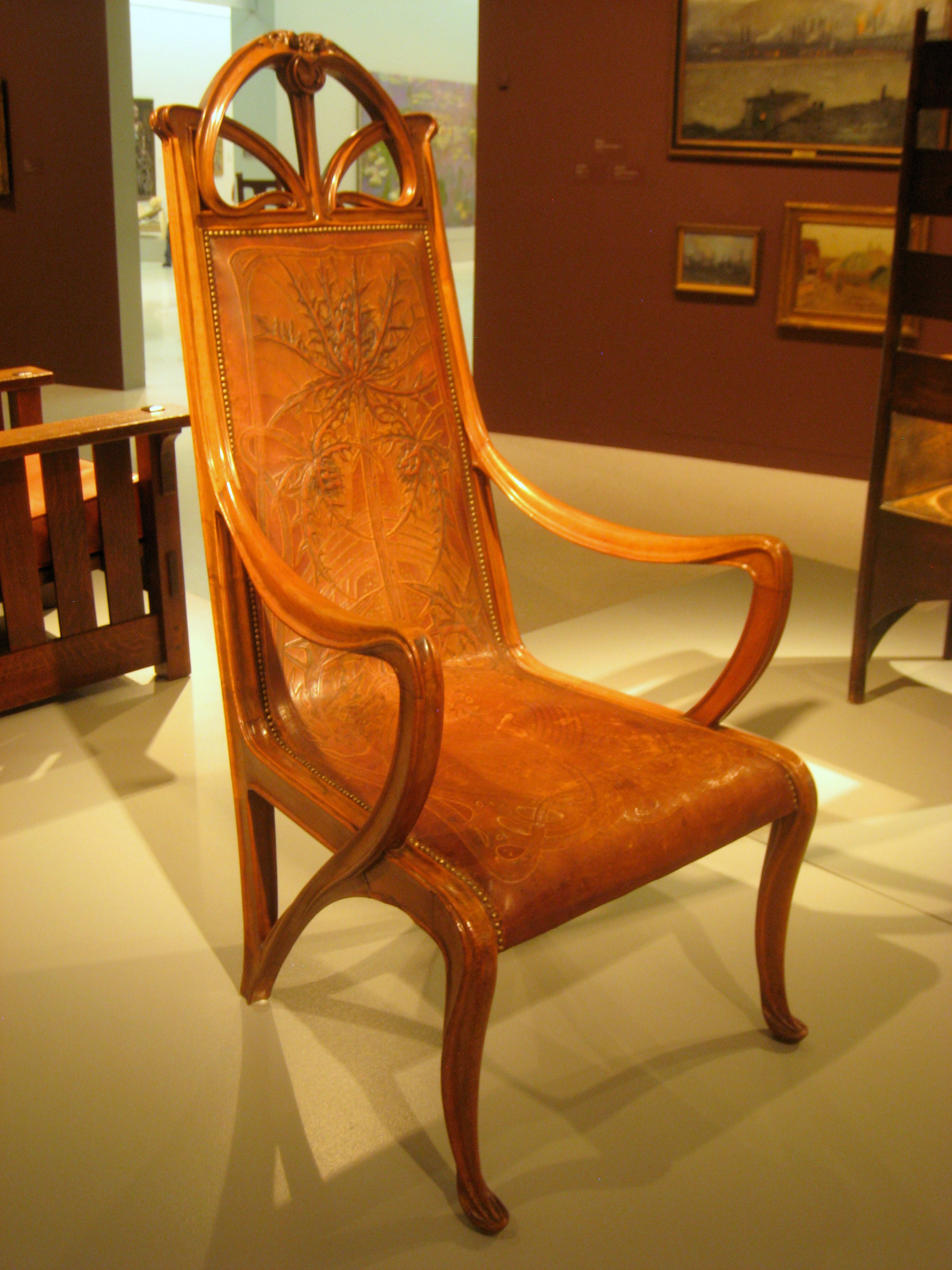
Armstoel, Carnegie Museum of Art, Pittsburgh
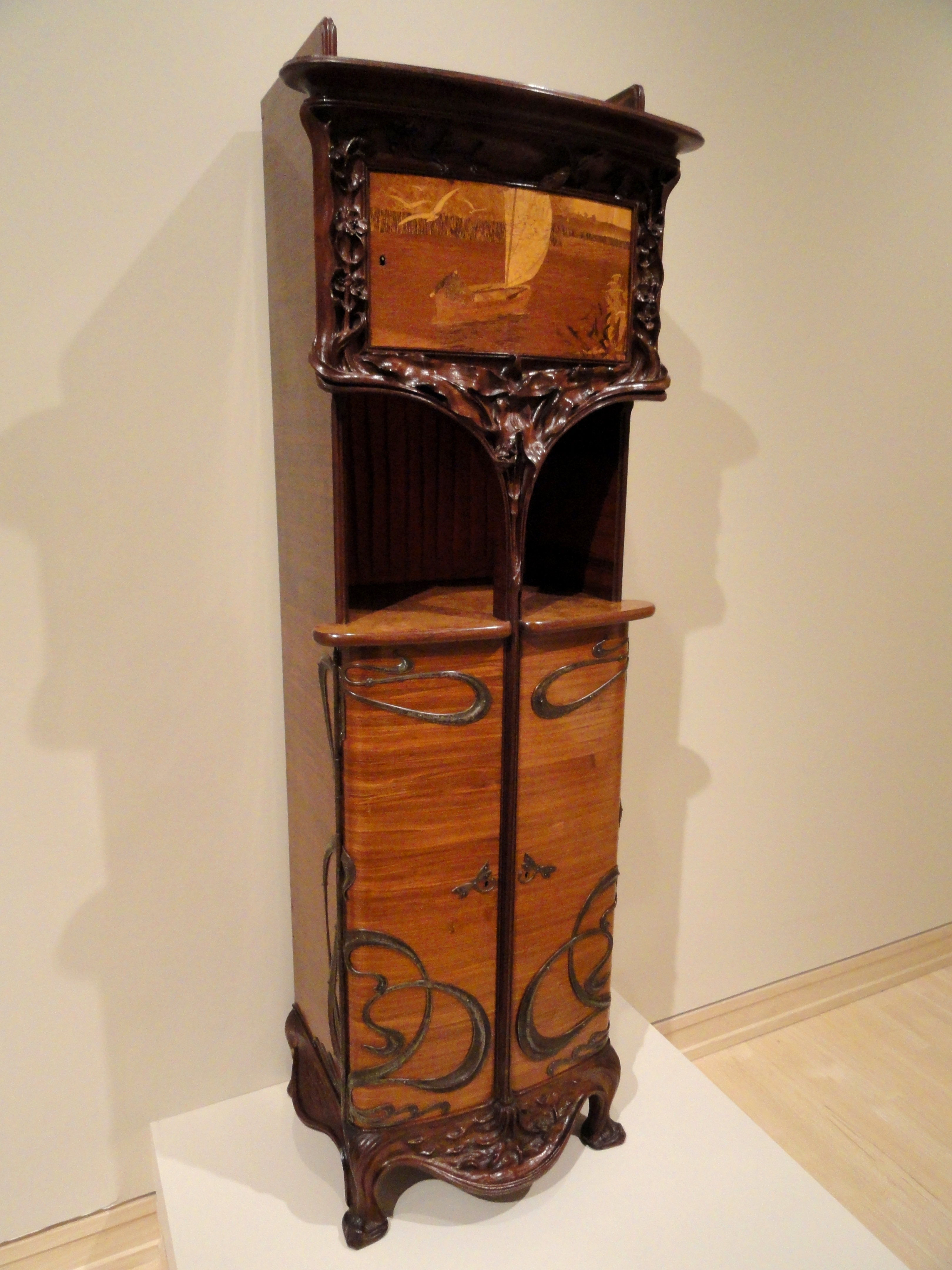
Jugendstilkast, Indianapolis Museum of Art
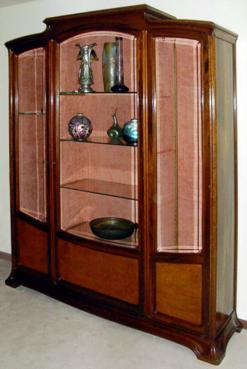
Vitrinekast, Bibliothèque Majorelle
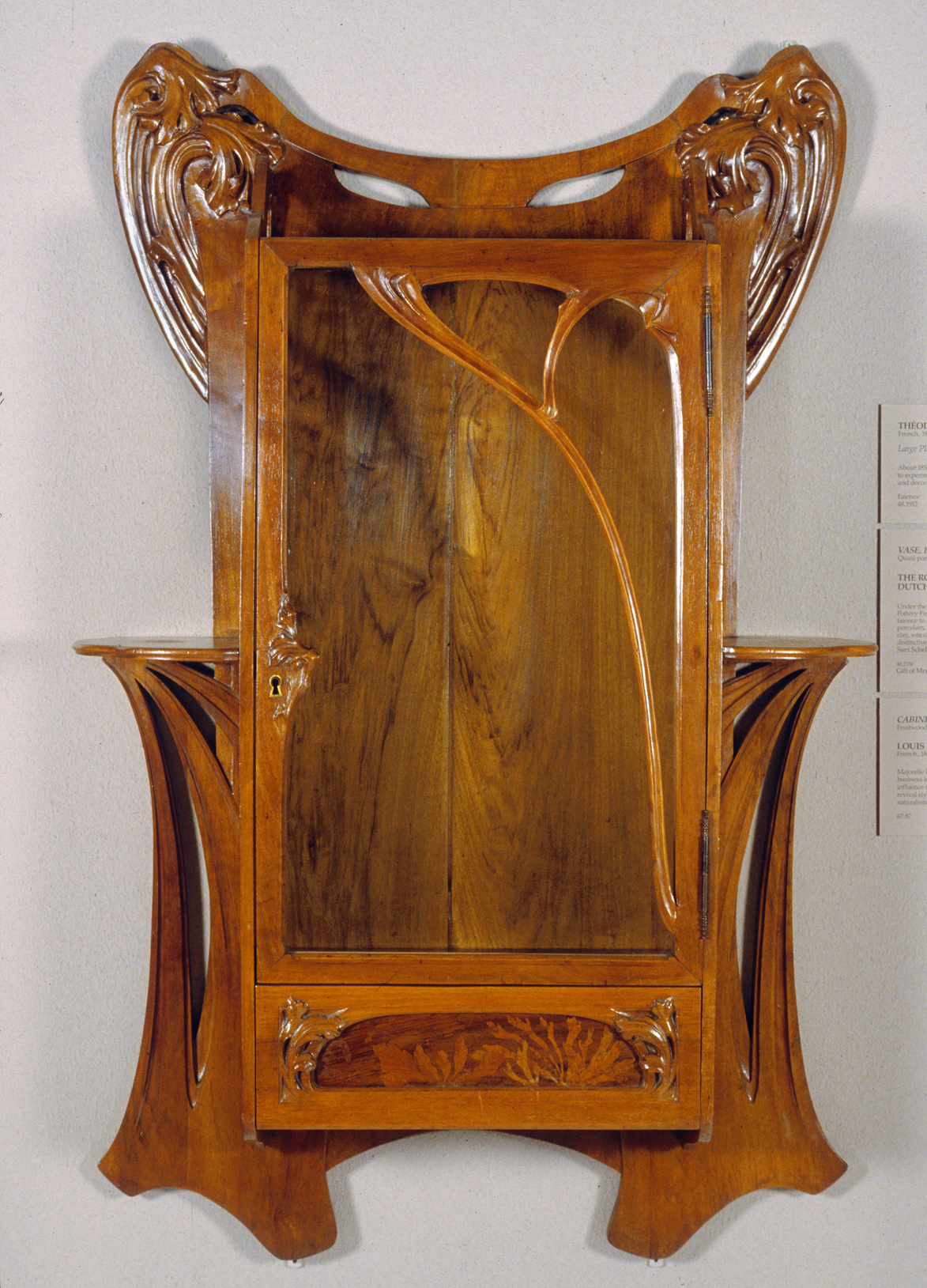
Hangende wandkast, Walters Art Museum

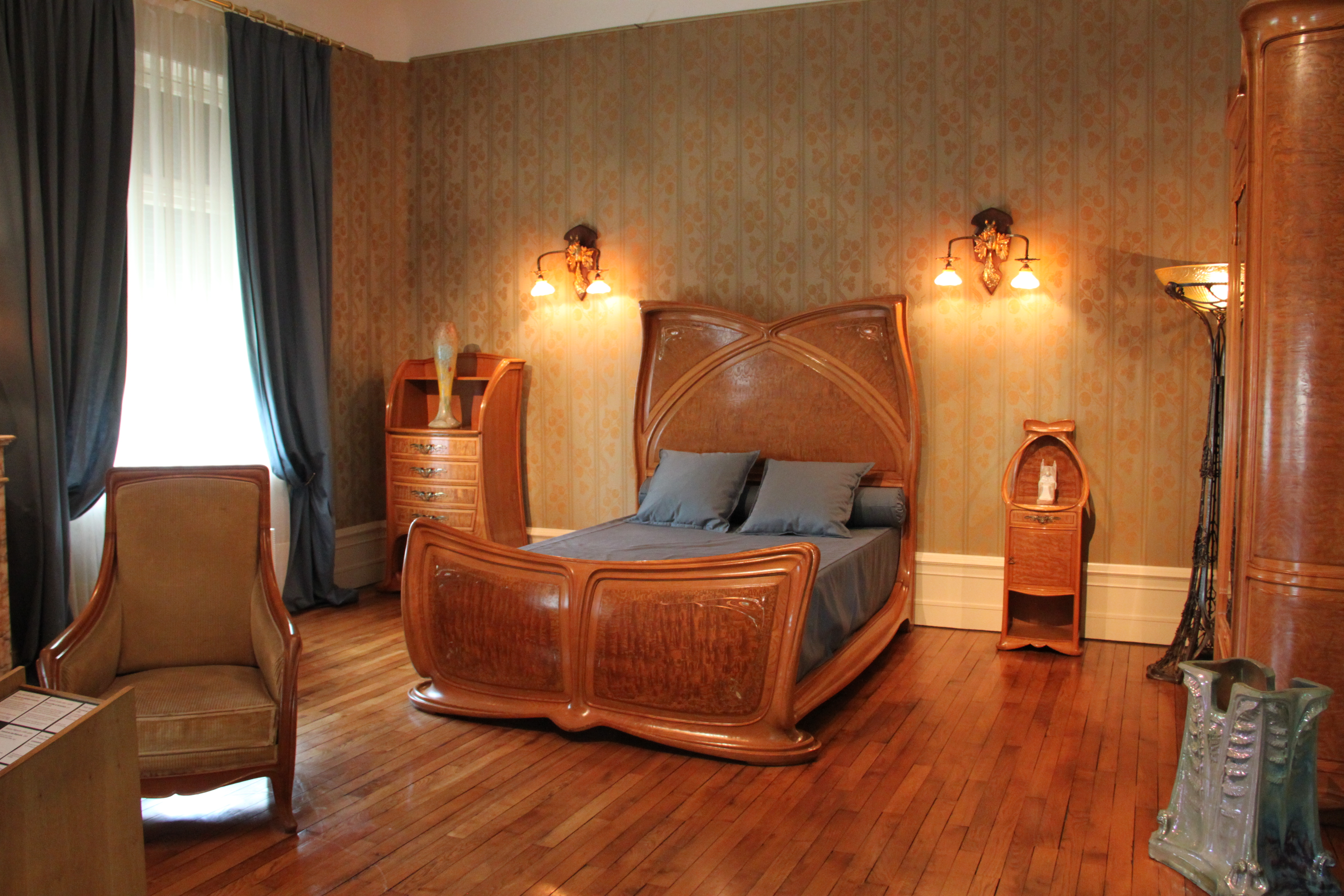
Slaapkamer
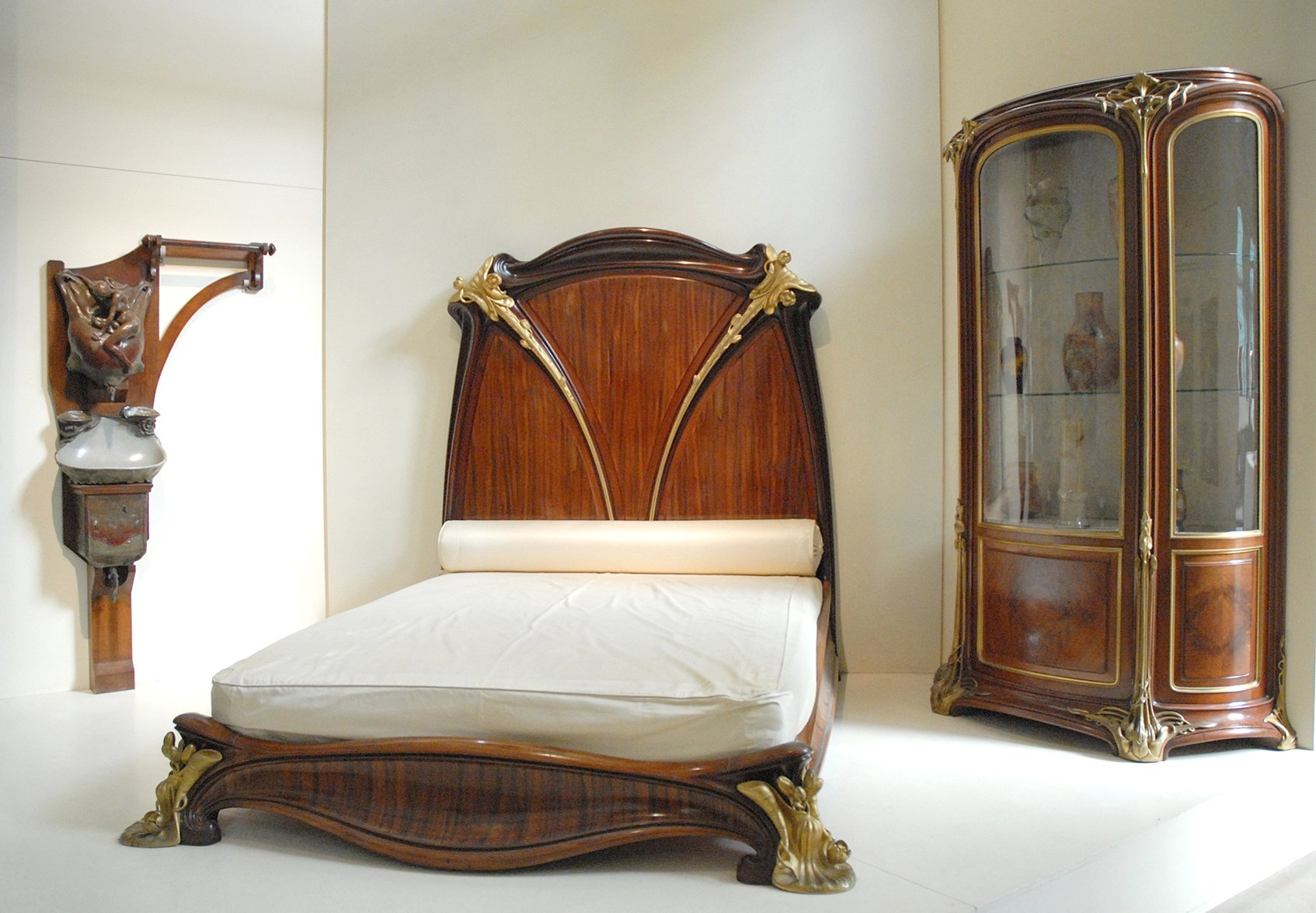
Art nouveau-slaapkamer, Musée d'Orsay
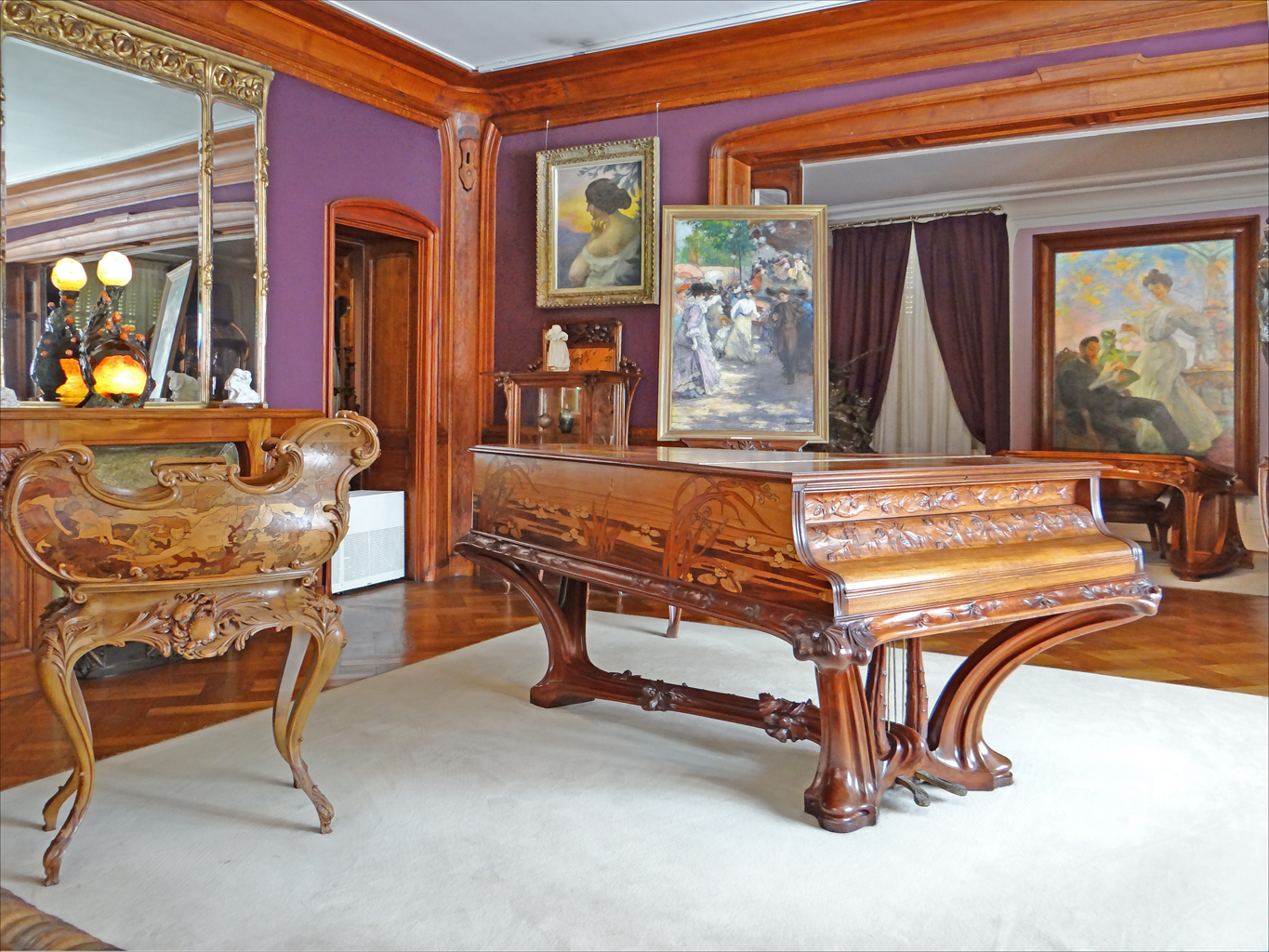
Salonmeubels, Musée de l'École de Nancy
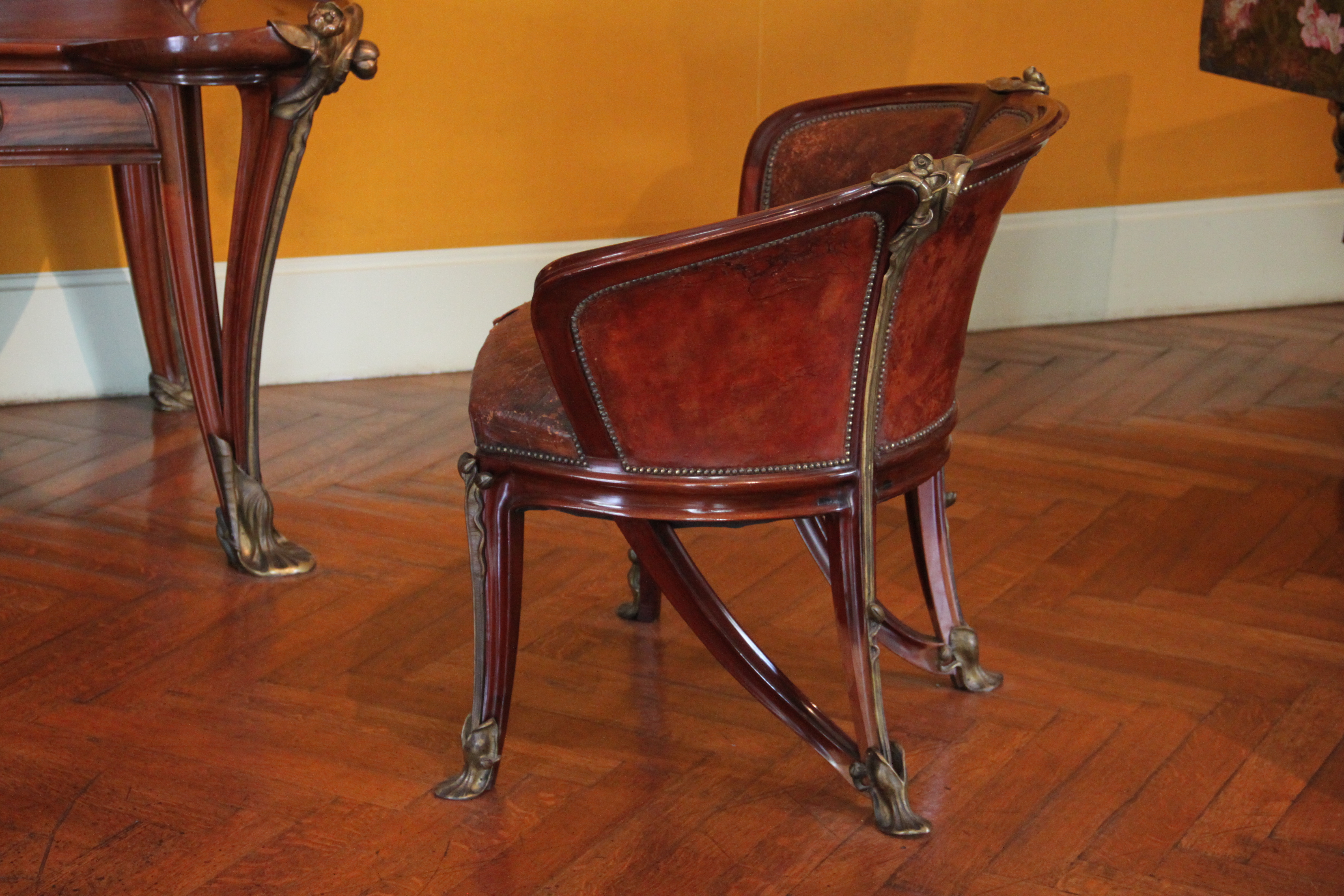
Salonstoel

## L' École de Nancy en de Villa Majorelle
Louis Majorelle was medeoprichter en ondervoorzitter van de École de Nancy, die onder de leiding van Émile Gallé in 1901 werd opgericht. Hij was een van de leidende figuren binnen deze groep art-nouveaukunstenaars uit Lotharingen.
In 1898 vroeg Majorelle aan Henri Sauvage (1873-1932) om een ontwerp te maken voor zijn woning. De Villa Majorelle werd in 1901 en 1902 onder leiding van Lucien Weissenburger gebouwd. Deze villa is het eerste en belangrijkste bouwwerk van de art nouveau in Nancy. Tot dan was de stroming beperkt gebleven tot de toegepaste kunsten. De villa vertoont alle kenmerken van art nouveau, zowel voor wat de architectuur als de inrichting betreft. Er werd aan gewerkt door art-nouveaukunstenaars uit Parijs en Nancy. Louis Majorelle zelf nam het smeedwerk, het binnenschrijnwerk en de meubilering voor zijn rekening. Jacques Grüber ontwierp de vensters. De muurschilderingen zijn van Francis Jourdain en Henri Royer. De keramiekkunstenaar Alexandre Bigot ontwierp onder meer een monumentale balustrade aan de voorgevel en de haard in de eetkamer.

## Collecties
Musea die over een uitgebreide collectie van het werk van Louis Majorelle beschikken, zijn het Musée de l'Ècole de Nancy in Nancy en het Musée d'Orsay in Parijs.

## Afbeeldingen

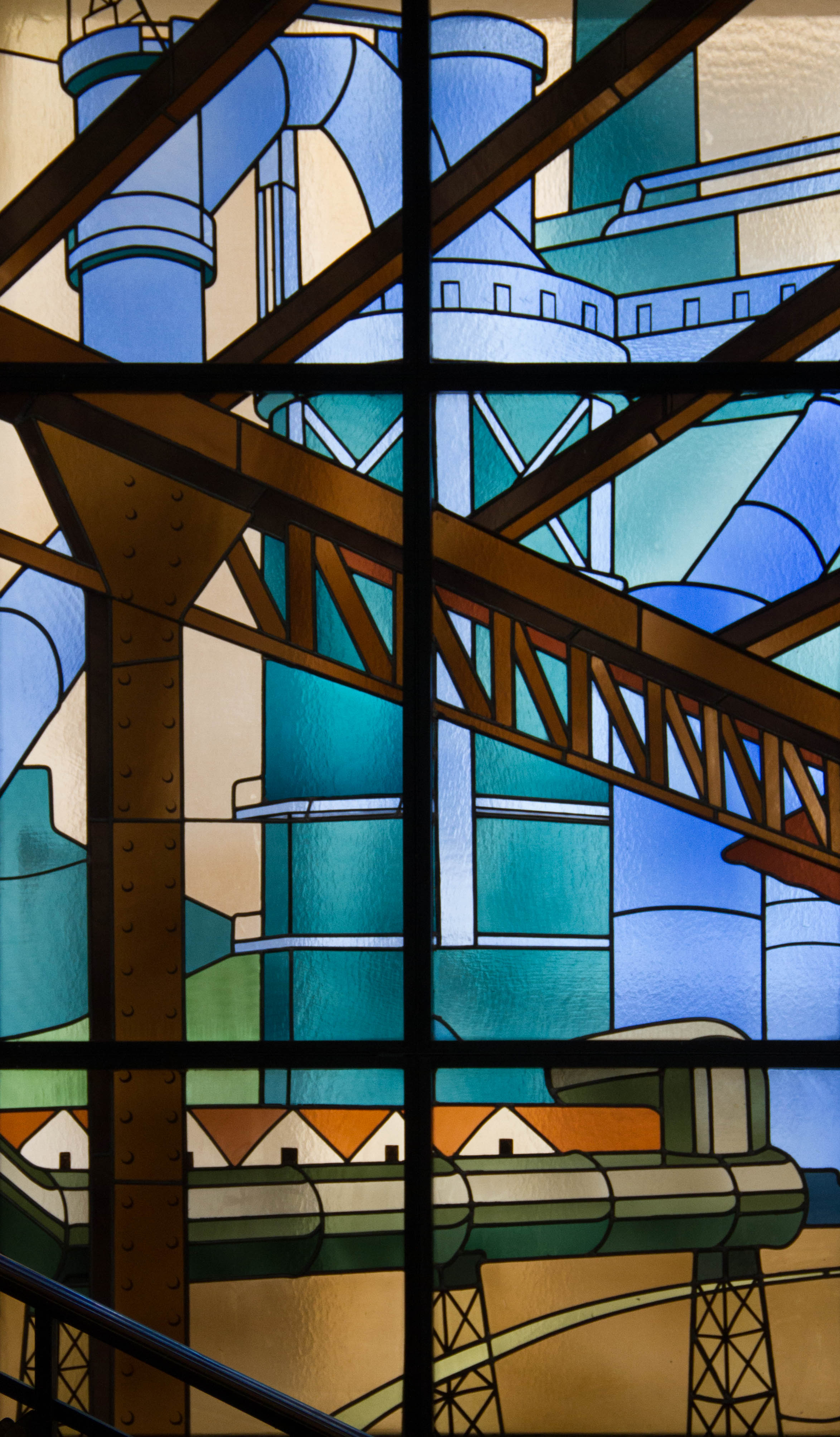
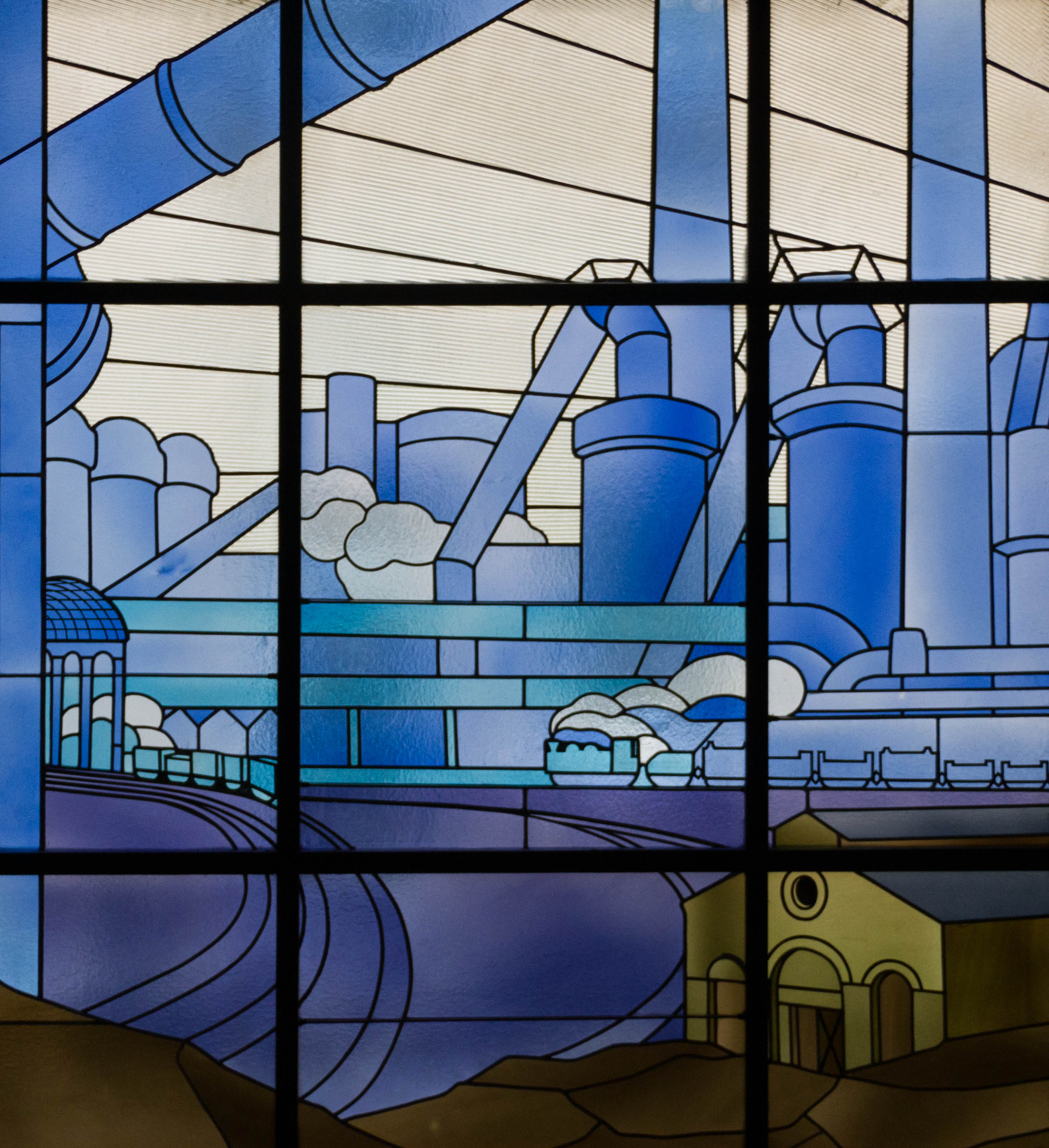
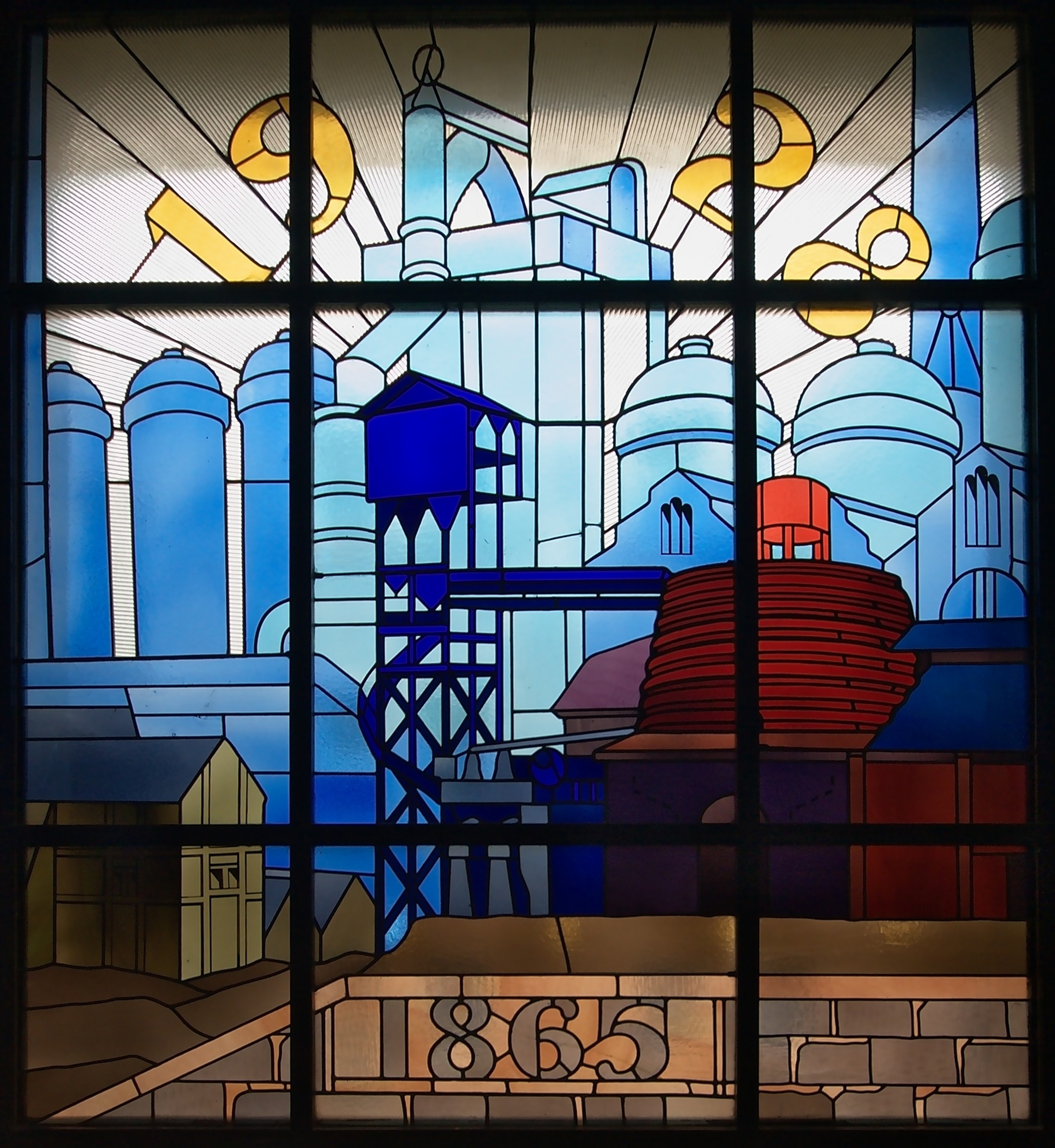
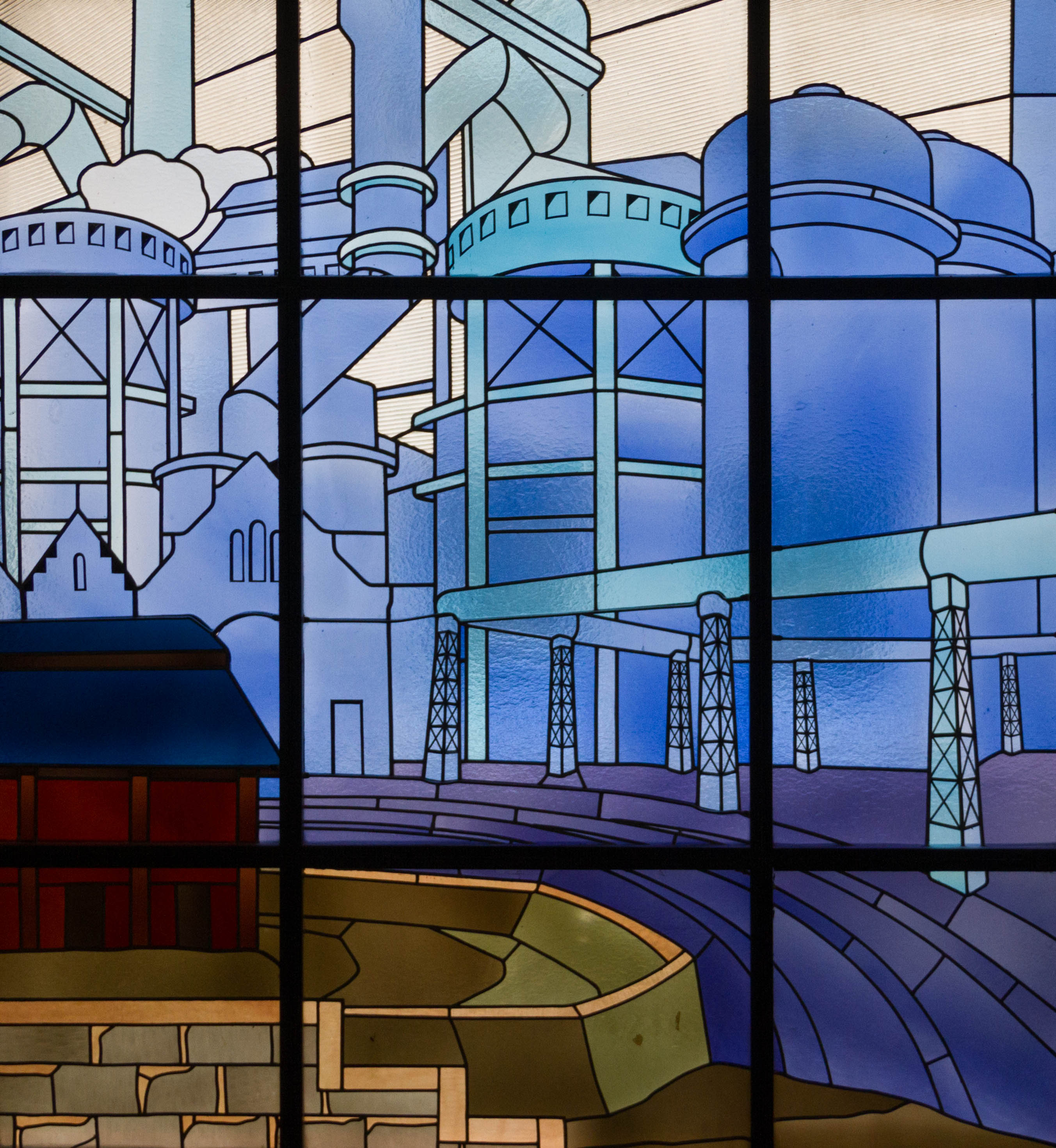

De ontwerpen voor deze glas in loodramen werden pas na zijn  dood uitgevoerd. Ze zijn te bezichtigen in de plaats Mont-Saint-Martin in Noord-Frankrijk.

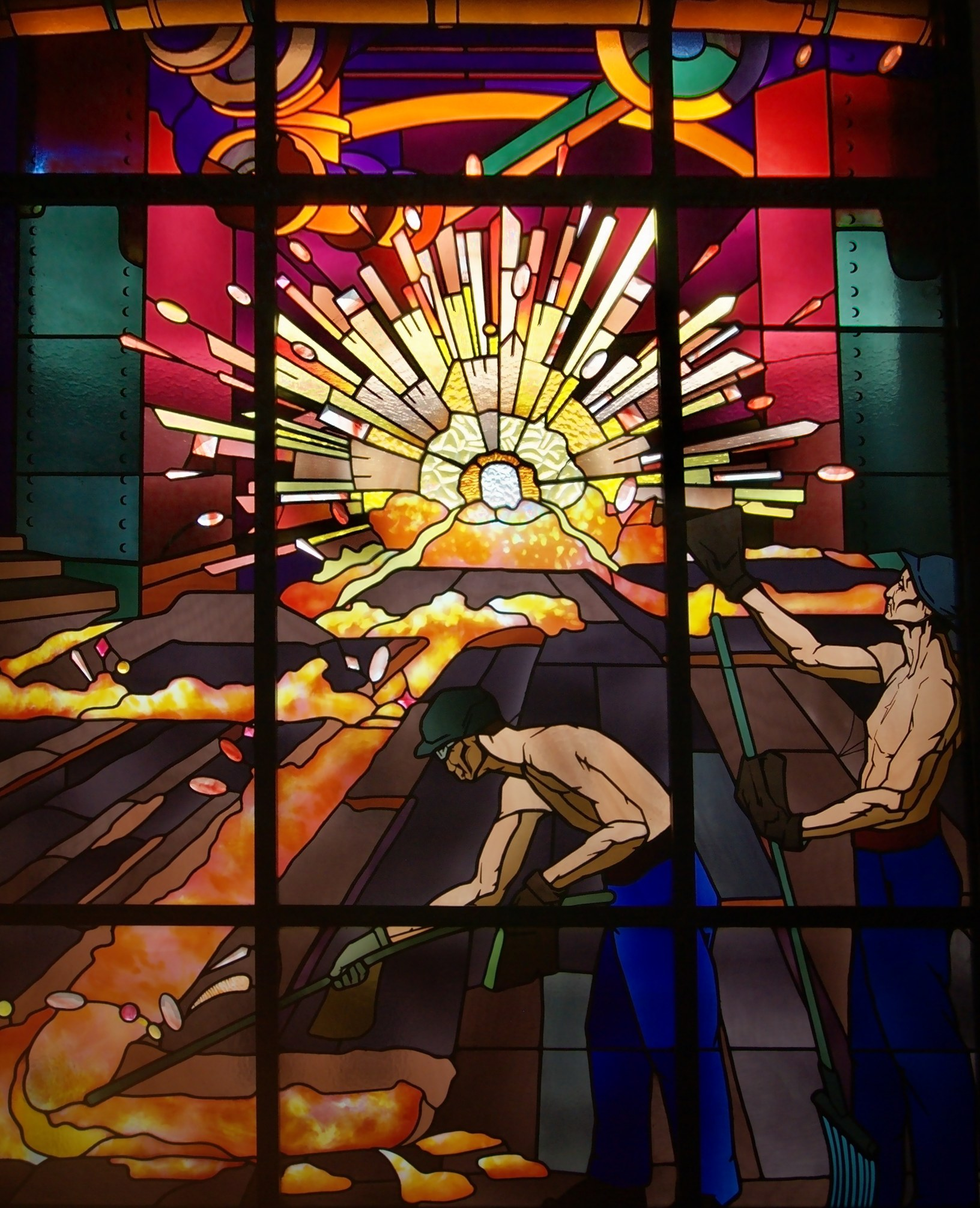
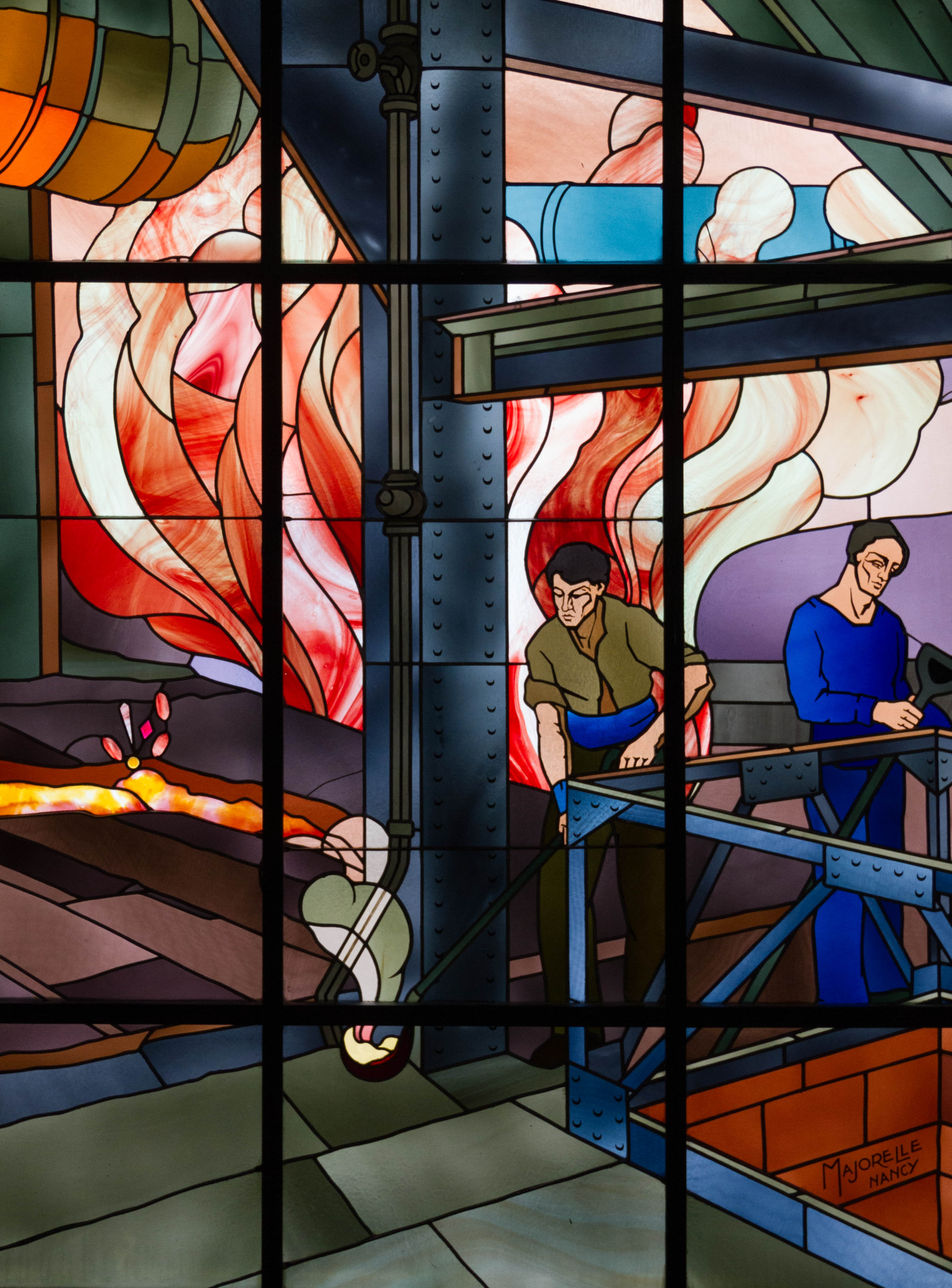
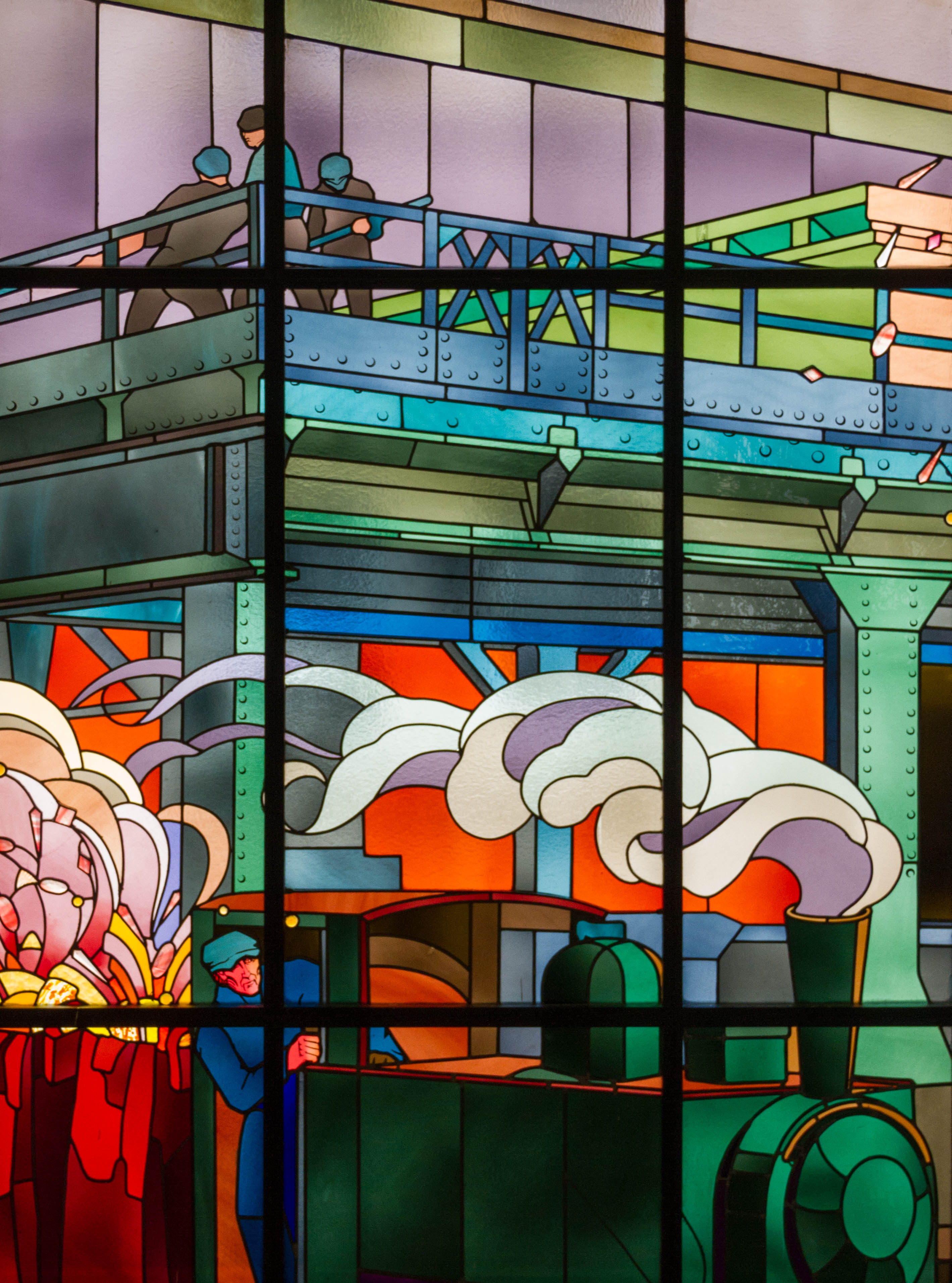
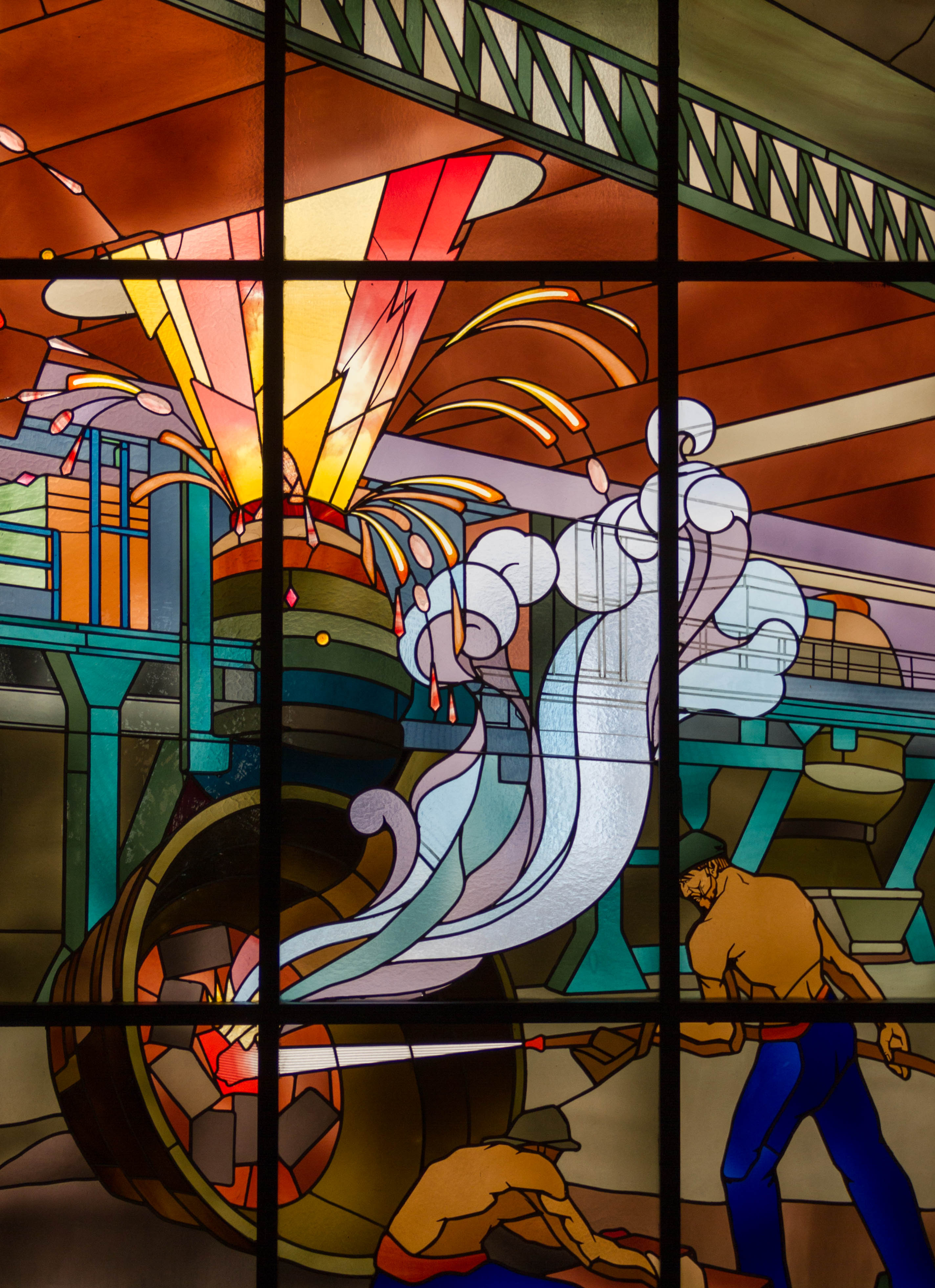